# Dipseudopsis bidens
Dipseudopsis bidens är en nattsländeart som beskrevs av Georg Ulmer 1912. Dipseudopsis bidens ingår i släktet Dipseudopsis och familjen Dipseudopsidae. Inga underarter finns listade i Catalogue of Life.